# Радерфорд (Њу Џерзи)
Радерфорд (енгл. Rutherford) град је у америчкој савезној држави Њу Џерзи.

## Демографија
По попису из 2010. године број становника је 18.061, што је 49 (-0,3%) становника мање него 2000. године.
| Група             | 2000.          | 2010.          |
| Белци             | 13.696 (75,6%) | 12.298 (68,1%) |
| Афроамериканци    | 489 (2,7%)     | 527 (2,9%)     |
| Азијати           | 2.054 (11,3%)  | 2.362 (13,1%)  |
| Хиспаноамериканци | 1.555 (8,6%)   | 2.543 (14,1%)  |
| Укупно            | 18.110         | 18.061         |